# Пырыта
Пырыта (рум. Pîrîta) — село в Дубоссарском районе Молдавии. Относится к сёлам, не образующим коммуну.

## География
Село расположено на высоте 17 метров над уровнем моря.

## Население
По данным переписи населения 2004 года, в селе Пырыта проживает 3415 человек (1659 мужчин, 1756 женщин).
Этнический состав села:
| Национальность | Число жителей | Процентный состав |
| -------------- | ------------- | ----------------- |
| молдаване      | 3333          | 97.6              |
| русские        | 44            | 1.29              |
| украинцы       | 30            | 0.88              |
| болгары        | 2             | 0.06              |
| гагаузы        | 1             | 0.03              |
| прочие         | 5             | 0.15              |
| Всего          | 3415          | 100 %             |